# ريجنالد مارش (لاعب كريكت)
ريجنالد مارش (11 أغسطس 1897 - 25 أبريل 1969) (بالإنجليزية: Reginald Marsh)‏ هو لاعب كريكت بريطاني (وحمل سابقاً جنسية المملكة المتحدة لبريطانيا العظمى وأيرلندا).